# Rhipidarctia danieli
Rhipidarctia danieli är en fjärilsart som beskrevs av Sergius G. Kiriakoff 1955. Rhipidarctia danieli ingår i släktet Rhipidarctia och familjen björnspinnare. Inga underarter finns listade.